# Cortex (rivista)
Cortex è una rivista scientifica pubblicata da Elsevier. È dedicata allo studio della "cognizione e della relazione tra sistema nervoso e processi mentali". La rivista è stata fondata nel 1964 ed è attualmente diretta da Sergio Della Sala.